# Rockaholic
Rockaholic è l'ottavo album in studio del gruppo musicale statunitense Warrant, pubblicato il 17 maggio 2011 dalla Frontiers Records.

## Tracce
1. Sex Ain't Love – 3:57 (Erik Turner, Robert Mason, Jerry Dixon)
2. Innocence Gone – 3:40 (Mason, Dixon)
3. Snake – 3:44 (Mason)
4. Dusty's Revenge – 4:26 (Turner, Mason, Dixon)
5. Home – 3:27 (Mason)
6. What Love Can Do – 4:19 (Dixon)
7. Life's a Song – 4:09 (Dixon)
8. Show Must Go On – 2:48 (Mason, Dixon)
9. Cocaine Freight Train – 2:57 (Mason, Dixon)
10. Found Forever – 4:14 (Mason)
11. Candy Man – 4:04 (Turner, Dixon)
12. Sunshine – 3:53 (Mason, Dixon, Jeff Duncan)
13. Tears in the City – 3:34 (Dixon)
14. The Last Straw – 4:12 (Turner, Mason, Dixon)

## Formazione
- Robert Mason – voce
- Joey Allen – chitarra
- Erik Turner – chitarra
- Jerry Dixon – basso
- Steven Sweet – batteria